# 古屋貞雄
古屋 貞雄（ふるや さだお、1889年（明治22年）12月20日 - 1976年（昭和51年）1月4日）は、日本の政治家、弁護士、社会運動家。

## 経歴
山梨県東山梨郡七里村下於曽（現・甲州市）出身。1919年、明治大学法科専門部特科卒業。山梨県で小作人組合を組織し、日本農民組合の役員となる。1921年、自由法曹団の弁護士となり、各地の労農運動を支援した。朝鮮や台湾でも弁護士活動を行った。
戦後、自由法曹団、日本社会党に参加。1952年10月、第25回衆議院議員総選挙に山梨県全県区から出馬して当選し、以後第27回総選挙まで連続3回の当選を果たした。
1955年には、古屋を団長とする国会議員訪朝団で北朝鮮を訪問し金日成と会見。この時の依頼により朝鮮大学校建設資金を体に巻いて帰国し朝鮮総聯中央本部に届けた。
その後、社会党山梨県支部執行委員長、全日農中央常任委員などを歴任した。